# Cocytius rivulatis
Cocytius rivulatis är en fjärilsart som beskrevs av Butler 1875. Cocytius rivulatis ingår i släktet Cocytius och familjen svärmare. Inga underarter finns listade i Catalogue of Life.